# Loranthaspis microconcha
Loranthaspis microconcha är en insektsart som beskrevs av Cockerell och Bueker 1930. Loranthaspis microconcha ingår i släktet Loranthaspis och familjen pansarsköldlöss. Inga underarter finns listade i Catalogue of Life.